# Феромон
Феромон е всяко химическо вещество, изпускано от жив организъм и служещо за комуникация с други организми от същия вид. Съществуват най-различни феромони, измежду които: алармиращи феромони; полови феромони; агрегационни феромони и др. Използват се най-интензивно от насекомите, но се срещат и при други групи животни.
Органът на Якобсон при някои четирикраки гръбначни спомага за долавянето на феромони.

## Примери

### Мравки
Мравките използват много феромони при своята комуникация. Когато някоя мравка попадне на източник на храна, тя започва да отделя феромон, който, при нейния обратен път към мравуняка, оставя своеобразна миризлива пътечка към храната. Всички мравки, намерили храна, оставят на връщане тази феромонна следа, формирайки нещо като миризливо поле, сочещо към източници на храна. Когато няма феромонна следа, мравката поема в произволна посока, но при наличието на такава или дори такива, мравката най-вероятно ще поеме по пътя с най-интензивна феромонна следа. Интересното е, че най-краткият път към дадена храна е и най-миризлив тъй като най-много мравки са го изминали (защото е най-кратък) и по този начин повече мравки ще поемат по него. Така се получава автокаталитичен процес при който мравките откриват най-кратките пътища до източниците на храна.
Мравките отделят и алармиращ феромон при опасност. При някои видове, ако нараните една мравка и я оставите на земята, тя ще изпусне феромон, който ще привлече мравки войници на това място. При това те започват да кръжат около мястото в бойна готовност и дори и да отстраните наранената мравка, те ще останат там още известно време, докато феромонът не се разсее.

### Хора
При хората съществуват полови феромони, които служат за привличане на противоположния пол. Някои комерсиални продукти се рекламират с твърдението, че съдържат такива феромони, които действат като афродизиак.